# Emma Muscat
Emma Louise Marie Muscat (ur. 27 listopada 1999 w St Julian’s) – maltańska piosenkarka i modelka pracująca we Włoszech. Reprezentantka Malty w 66. Konkursie Piosenki Eurowizji (2022) w Turynie.

## Życiorys
Pochodzi z zamożnej rodziny będącej właścicielem Muscat’s Universal Limited, firmy specjalizującej się w produkcji odzieży dla kobiet w ciąży, niemowląt i dzieci.
Po ukończeniu obowiązkowej edukacji podjęła studia na Uniwersytecie Sztuk Scenicznych. Jako nastolatka wykazała się umiejętnościami śpiewania, tańca i posługiwania się instrumentami muzycznymi: specjalizowała się w szczególności w pianinie, a także zaczęła komponować zarówno muzykę, jak i teksty swoich piosenek. W 2016 opublikowała na swoim kanale na portalu YouTube debiutancki singiel „Alone”, w następnym roku wydała singiel „Without You”. W 2018 wzięła udział w siedemnastej edycji programu typu talent show Amici di Maria De Filippi, w którym dotarła do tzw. fazy wieczornej, zajmując czwarte miejsce w kategorii śpiewu.  Po udziale w programie podpisała kontrakt z wytwórnią Warner Music Italy
W latach 2018–2019 brała udział w programu Isle of MTV. Później, wraz z Erosem Ramazzottim, wystąpiła na corocznym koncercie Josepha Calleji na Malcie. 6 lipca 2019 wydała swoją pierwszą EP-kę pt. Moments, na której umieściła m.in. dwa single wydane wcześniej wyłącznie na YouTubie. Minialbum promowała singlem „I Need Somebody”. 26 kwietnia 2019 wydała utwór „Avec moi”, który nagrała z Biondem. 14 listopada 2019 wzięła udział w remiksie przeboju raperki Junior Cally ps. „Sigarette”. 10 grudnia wydała singiel „Vicolo Cieco”, a po wydaniu piosenki w wywiadzie ogłosiła, że będzie to pierwszy oficjalny fragment jej nowego albumu. 3 lipca 2020 wydała singiel „Sangria”, który nagrała z włoskim raperem Astolem. Piosenka stała się przebojem, zgromadziła 21 mln wyświetleń na YouTube i zapewniła Muscat status złotej płyty za wysoką sprzedaż we Włoszech. 7 grudnia 2019 piosenkarka wydała swój pierwszy album studyjny pt. Moments Christmas Edition zawierającym świąteczne przeboje.

## Eurowizja
W lutym 2022 wzięła udział z utworem „Out of Sight” w programie Malta Eurovision Song Contest, preselekcjach Malty do 66. Konkursu Piosenki Eurowizji w Turynie. Ostatecznie zwyciężyła w finale konkursu, zyskując tym samym prawo do reprezentowania swojego kraju w 66. Konkursie Piosenki Eurowizji w Turynie. 14 marca 2022 wydała nowy konkursowy utwór – „I Am What I Am”.
12 maja wystąpiła w drugim półfinale 66. Konkursu Piosenki Eurowizji z piosenką "I Am What I Am", jako 6. Nie zakwalifikowała się do finału konkursu.

## Dyskografia

### Single
- „I Need Somebody” (2018)
- „Avec Moi” (Emma Muscat, gościnnie: Biondo) (2019)
- „Vicolo Cieco” (2019)
- „Sangira” (Emma Muscat, gościnnie: Astol) (2020)
- „Meglio di sera” (Emma Muscat, gościnnie: Álvaro de Luna & Astol) (2021)
- „Più di te” (2021)
- „Out of Sight” (2022)
- „I Am What I Am” (2022)